# Friedrich Fleischmann (Kupferstecher, 1791)

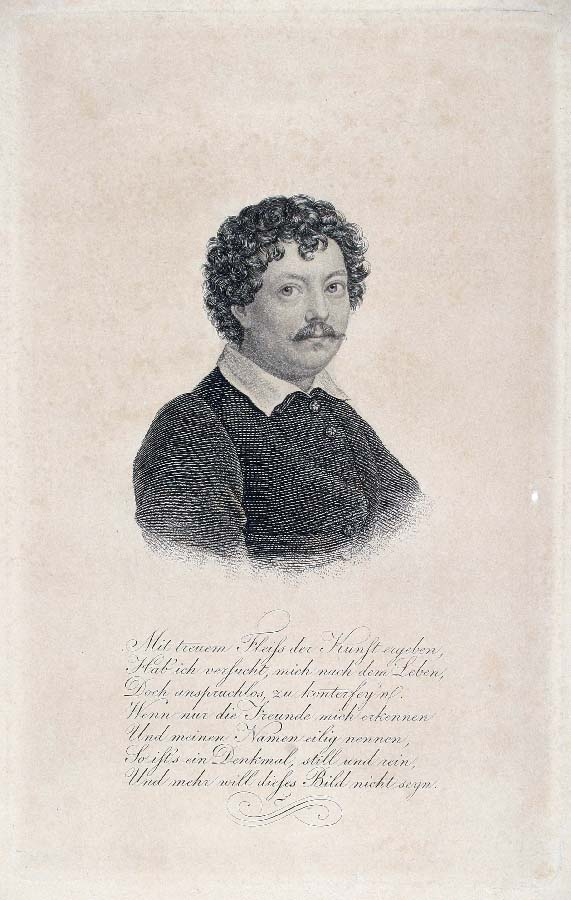
Selbstporträt mit Gedicht

Friedrich Fleischmann (* 23. März 1791 in Nürnberg; † 9. November 1834 in München) war ein deutscher Maler, Grafiker und Kupferstecher. Er gilt zudem als bedeutender Stahlstecher, der diese Vervielfältigungstechnik als erster in der Nürnberger Kupferstecherschule einführte.

## Leben

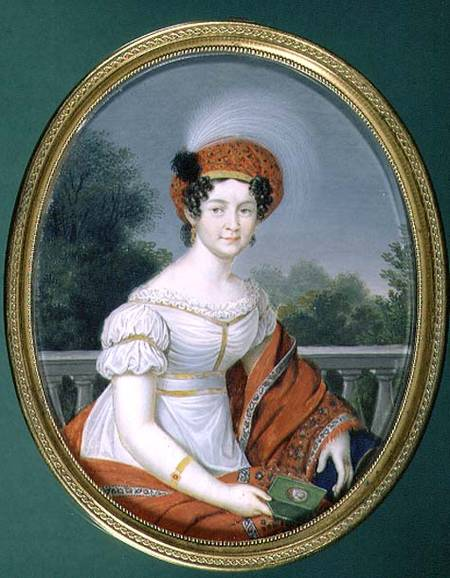
Katharina Pawlowna, Großfürstin von Russland aus dem Haus Romanow-Holstein-Gottorp, ab 1816 Königin von Württemberg;
Gemälde von Fleischmann, zwischen 1816 und 1819

Friedrich Fleischmann war ein Schüler der in Nürnberg betriebenen Preißler’schen Zeichenschule sowie dem dort tätigen Ambrosius Gabler.
Ab 1808 arbeitete er für wenige Jahre zuvor gegründete Campe’sche Buch-, Kunst, Musikalien- und Landkartenhandlung, mit dessen Gründer Friedrich Campe er 1814 eine Reise an den Rhein, in die Niederlande sowie nach England unternahm, ähnlich wie später Carl Ludwig Frommel, der 1824 aus London die Technik des Stahlstiches nach Karlsruhe brachte.

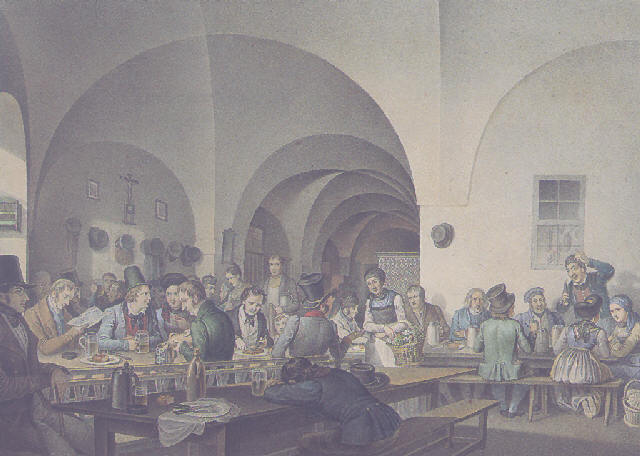
Der Maler Friedrich Fleischmann im Kreise seiner Münchner Künstlerkollegen im Hofbräukeller, Aquarell, 1834

Anfang der 1830er Jahre veröffentlichte Fleischmann eine politische, eine witzige Karikatur auf einen Journalisten, der daraufhin „[…] den Pöbel gegen ihn“ zu einem Tumult aufhetzte, durch den sein Haus demoliert wurde. Aufgrund dessen siedelte Fleischmann 1831 nach München über, wo er wenige Jahre später starb.
Zu Fleischmann Schülern zählte Friedrich Geissler, der sich ab 1832 von Fleischmann in der Stahlstecherkunst anleiten ließ und dann mit Heinrich Guttenberg und Albert Reindel den Kern der „Neuen Nürnberger Kupferstecherschule“ bildete.
Friedrich Fleischmann schuf nahezu 2000 Stiche zumeist unmittelbar „[…] nach der Natur“, die „[…] durch ihre frappante Auffassung von Werth sind“, vor allem zahlreiche Porträts seiner Zeitgenossen, darunter von Blücher und Gneisenau, von König Ludwig, der Königin Therese oder der Madame Catalani. Seine Künstlersignatur kürzte er mitunter mit F. Fl. ab.

## Illustrationen
- Historische Unterhaltungen für die Jugend. Mit Kupfern / von C[hristian] J[akob] Wagenseil, 6 Bände, mehrere Auflagen, mit Illustrationen von Christian Jakob Wagenseil, Johann Michael Voltz und Friedrich Fleischmann, 2. umgearbeitete und vermehrte Ausgabe, Nürnberg: Friedrich Campe, 1817–1819
- [Johann Konrad] Grübels sämmtliche Werke, mit einem Porträt von Konrad Grübel, gemalt und gestochen von Fleischmann, Nürnberg: Friedrich Campe, 1835